# Pau Durà i Peiró
Pau Durà (Alcoi, 1972) és un actor i director alcoià de cinema, teatre i televisió, conegut per participar en sèries com Plats bruts (1999) i Merlí (2015). És diplomat en interpretació per l'Escola Superior d'Art Dramàtic de l'Institut del Teatre de Barcelona (1990-1993).
Després d'interpretar en Pol a la sèrie Plats bruts de TV3, durant més d'un any, s'uní al repartiment de la sèrie 7 vidas (Telecinco) en la seva tercera temporada (setembre de 2000), donant vida a Álex. El 2011 aparegué en la sèrie de Canal+ Crematori, donant vida Zarrategui, l'advocat de la família Bertomeu. Segons l'actor, "Zarrategui és un advocat eficaç i congruent amb els seus objectius, pulcre, parc i una mica misteriós. Jo faig la meva feina, ho estimo i intento fer-ho el millor possible com a advocat, sense entrar en disquisicions morals".
El 2014 s'incorporà a la sèrie de Telecinco El Príncipe, on Durà interpretà Serra, el cap del CNI. A l'hora de construir el personatge va ajudar-se com a referència amb el de Russell Crowe a la pel·lícula Xarxa de Mentides. El 2014 dirigí Un aire de família, d'Agnès Jaoui i Jean-Pierre Bacri, al Teatre Romea de Barcelona (candidat a 5 premis Max de Teatre 2014, entre els quals, el de Millor Director i Millor Espectacle Teatral; nominat a 7 premis Butaca de Barcelona, entre ells Millor Director i Millor Espectacle). És la versió catalana de Com en les millors famílies, que va interpretar el mateix Durà el 2004 al costat de Javier Cámara, Blanca Portillo, Julieta Serrano, Nathalie Poza i Gonzalo de Castro. Aquell mateix any codirigí Ulisses in Berlin, de Francesc Sanguino, al Teatre Rialto de València. Des del setembre de 2015 dona vida a Toni a la sèrie de TVC Merlí, el director de l'Institut Àngel Guimerà i company de feina del protagonista Merlí.
L'any 2017 mamprengué el seu primer llargmetratge com a director, Formentera Lady, protagonitzat per José Sacristán, rodat a Formentera, Dénia, València i Barcelona. El 2022 estrenà com a actor, director i guionista la pel·lícula Toscana, una obra d'humor que succeeix entre personatges tancats en un restaurant italià.